# Борисов, Дмитрий Дмитриевич
Дми́трий Дми́триевич Бори́сов (род. 15 августа 1985, Черновцы, УССР, СССР) — российский журналист, ведущий «Первого канала», генеральный продюсер компании «Первый канал. Всемирная сеть» (с 2015 года), ведущий программы «Пусть говорят» (с 2017 года). Лауреат индустриальной телевизионной премии «ТЭФИ» (2016—2017).
Ведущий радиостанции «Эхо Москвы» (2001—2016), активный деятель Рунета, продюсер документальных проектов.

## Биография
Родился 15 августа 1985 года в Черновцах. Отец — Дмитрий Петрович Бак (р. 1961), российский филолог, литературный критик, журналист, переводчик, профессор Российского гуманитарного университета, директор Государственного музея истории российской литературы имени В. И. Даля (Государственного литературного музея) (с 2013 года); мать — Елена Борисовна Борисова, филолог, работавшая в РГГУ и в Гнесинском училище. Всю свою жизнь носил фамилию матери, чтобы его не путали с отцом, которого также зовут Дмитрий.
Детство провёл в Паневежисе (Литовская ССР), в школу пошёл в Москве.
Окончил в 2007 году историко-филологический факультет Российского государственного гуманитарного университета, получил диплом филолога, специалиста по истории, культуре и литературе России и Германии. Профильно занимается французской драматургией. После окончания вуза поступил в аспирантуру РГГУ.

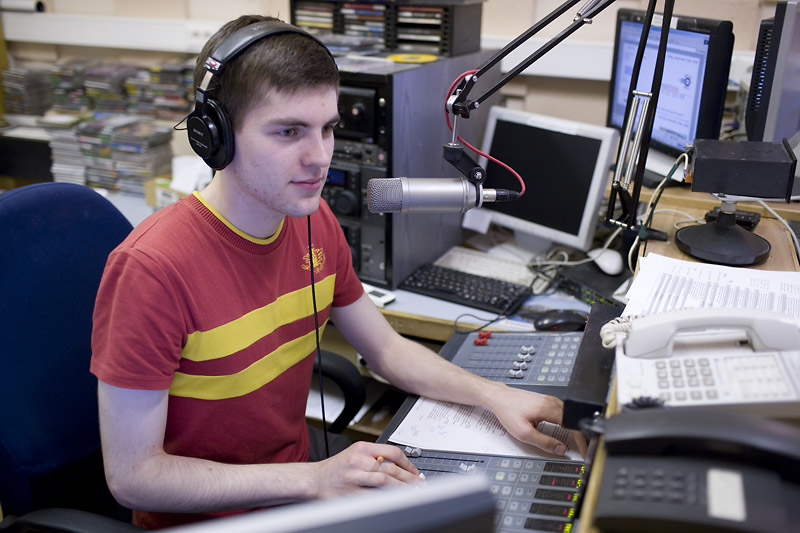
В студии «Эха Москвы», 2005 год

С 16 лет работал на радиостанции «Эхо Москвы», куда попал после обращения к главному редактору с концепцией своей передачи. Первый опыт получил в службе информации (сперва редактором, затем — ведущим новостей), кроме того, вёл в паре с Александром Плющевым ночную музыкальную программу «Серебро», позже преобразованную в вечернюю программу «Аргентум», а затем — в «Попутчики» и «Эходром». Помимо этого, ездил в командировки — от «Евровидения» до Беслана. Последний эфир на радио провёл 26 июня 2016 года.
В марте 2006 года приглашён на «Первый канал» в качестве ведущего сначала утренних, а затем дневных и вечерних выпусков новостей. Был принят в штат телеканала коллегой по «Эху Москвы» Еленой Афанасьевой. 9 мая 2008 года в паре с Юлией Панкратовой комментировал в прямом эфире трансляцию праздничного парада на Красной площади на «Первом канале».

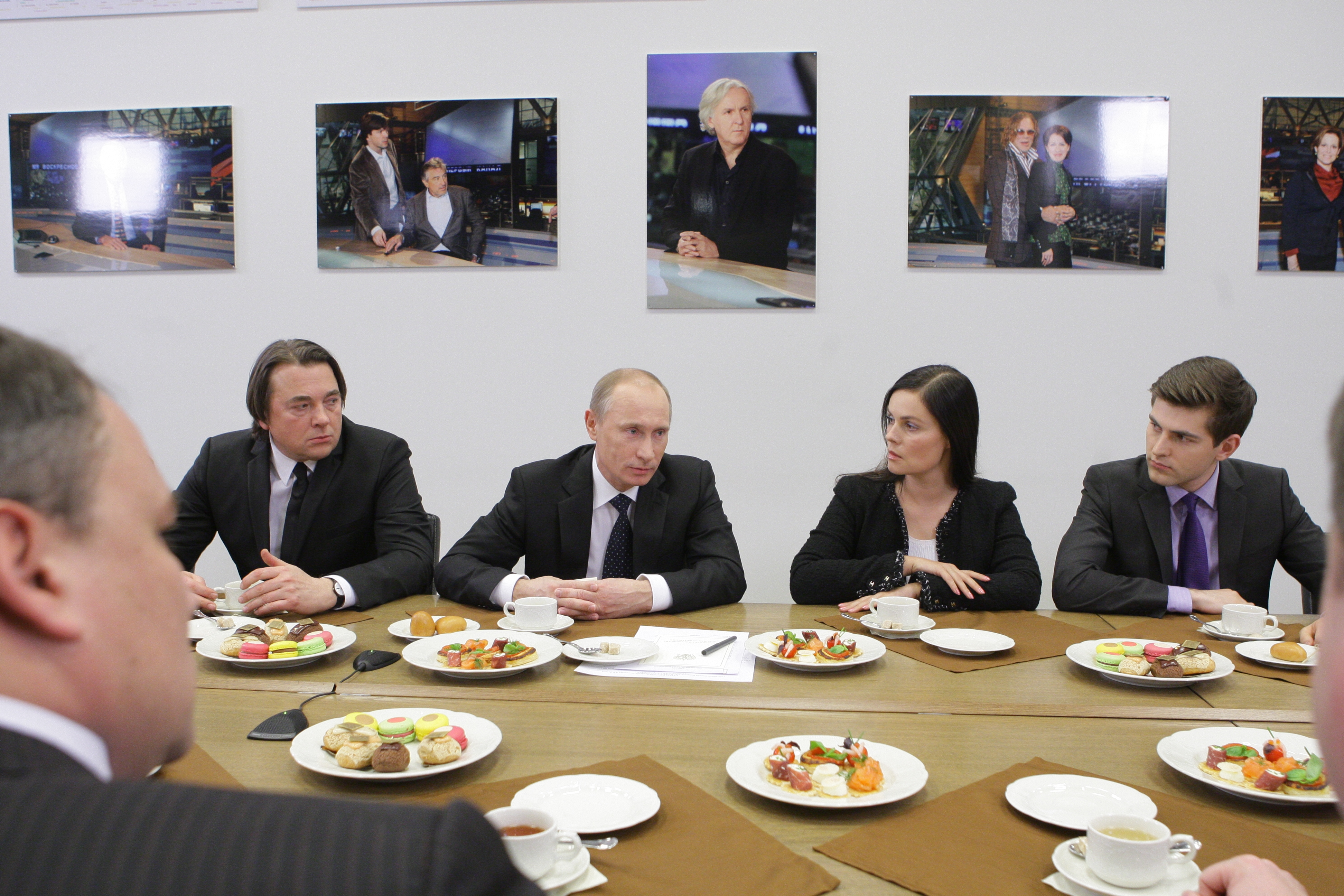
Дмитрий Борисов (справа) на встрече
с Владимиром Путиным, 2011 год

С лета 2011 по август 2017 года вёл информационную программу «Время». C 29 августа 2011 по 5 августа 2017 года вёл большие «Вечерние новости» в 18:00. 29 сентября 2013 года был одним из основных ведущих благотворительного телемарафона «Всем миром», посвящённого помощи пострадавшим от наводнения на Дальнем Востоке.
Являлся одним из факелоносцев эстафеты олимпийского огня зимних Олимпийских игр 2014 года на её этапе в Москве. В феврале 2014 года представлял выпуски «Новостей» и программы «Время» из олимпийского Сочи в составе олимпийской команды «Первого канала». Впоследствии 7 февраля 2015 года в новостной студии провёл марафон «Первый Олимпийский. Год после игр».
C октября 2015 года является генеральным продюсером ЗАО (с января 2017 — АО) «Первый канал. Всемирная сеть», которое занимается развитием и укреплением позиций «Цифрового Телесемейства» Первого, объединяющего тематические каналы «Дом кино», «Дом кино Премиум», «Бобёр», «Музыка Первого», «Время», «О!», «ПОБЕДА», «Поехали!» и «Телекафе».
15 июня 2017 года в качестве основного ведущего в паре с Татьяной Ремезовой участвовал в программе «Прямая линия с Владимиром Путиным».
С 14 августа 2017 года является ведущим ток-шоу «Пусть говорят» на «Первом канале» вместо Андрея Малахова. С 8 сентября 2018 года является ведущим ток-шоу «Эксклюзив» на том же канале.
С 2020 года ведёт ток-шоу «Путь к Победе» на телеканале «Победа». Также входит в Попечительский совет телеканала.
В Живом журнале ведёт блог ddb. Активный пользователь «Твиттера» и «Инстаграма».
8 июня 2021 года был госпитализирован с COVID-19.

## Критика
Ирина Петровская охарактеризовала манеру поведения Борисова в эфире, посвящённом пожару в кемеровском торговом центре, как «психическую анестезию» или «скорбное бесчувствие», отметив равнодушие ведущего к трагедии в сочетании с желанием «выжать» максимальное количество эмоций из участников программы. Ольга Сабурова, обозреватель газеты «Собеседник», также раскритиковала Дмитрия Борисова за его поведение во время траурных эфиров программы по Кемерову: «Малахова кто только не ругал, но он умел, когда надо, включить человечность и сделать скорбное лицо, так что многие верили в искренность. А у Борисова задор и восторженность не сходят с лица, даже когда он говорит о трупах».

## Личная жизнь
Никогда не был женат. Детей нет. Свою личную жизнь предпочитает не афишировать.

## Награды
- 2008 год — Благодарность Президента Российской Федерации (23 апреля 2008 года) — «за информационное обеспечение и активную общественную деятельность по развитию гражданского общества в Российской Федерации»[23].
- 2008 год — премия Первого канала как лучший ведущий телесезона[24].
- 2010 год — финалист премии «ТЭФИ 2010» в номинации «Ведущий информационной программы».
- 2011 год — лауреат премии «Блог Рунета» (лучший микроблог журналиста: @ddb1)[25].
- 2011 год — финалист премии «ТЭФИ 2011» в номинации «Ведущий информационной программы».
- 2014 год — Медаль ордена «За заслуги перед Отечеством» I степени за вклад в подготовку и проведение XXII Олимпийских зимних игр в Сочи[26][27].
- 2014 год — финалист премии «ТЭФИ 2014» в номинации «Ведущий информационной программы».
- 2015 год — финалист премии «ТЭФИ 2015» в номинации «Ведущий информационной программы».
- 2016 год — лауреат премии «ТЭФИ 2016» в номинации «Ведущий информационной программы»[28].
- 2017 год — лауреат премии «ТЭФИ 2017» в номинации «Ведущий информационной программы»[29].
- 2020 год — Премия Правительства Российской Федерации в области средств массовой информации (23 декабря 2020 года) — за создание нового тематического телеканала «ПОБЕДА»[30]